# Politik i Hainan

Hainans läge i Kina.

Den politiska makten i Hainan utövas officiellt provinsen Hainans folkregering, som leds av den regionala folkkongressen och guvernören i provinsen. Dessutom finns det en regional politiskt rådgivande konferens, som motsvarar Kinesiska folkets politiskt rådgivande konferens och främst har ceremoniella funktioner. Provinsens guvernör sedan april 2017 är Shen Xiaoming.
I praktiken utövar dock den regionala avdelningen av Kinas kommunistiska parti den avgörande makten i Hainan och partisekreteraren i regionen har högre rang i partihierarkin än guvernören. Sedan april 2017 heter partisekreteraren Liu Cigui.
De kinesiska myndigheterna har försökt göra Hainan till en centrum för asiatiska toppmöten genom att hålla Boao Forum i april varje år i Bo'ao på öns sydspets.

## Lista över Hainans guvernörer
1. Liang Xiang (梁湘): 1988 – 1989
2. Liu Jianfeng (刘剑峰): 1989 – 1993
3. Ruan Chongwu (阮崇武): 1993 – 1998
4. Wang Xiaofeng (汪啸风): 1998 – 2003
5. Wei Liucheng (卫留成): 2003 – 2007
6. Luo Baoming (罗保铭): 2007 – 2011
7. Jiang Dingzhi (蒋定之): 2011 – 2015
8. Liu Cigui: 2015 – 2017
9. Shen Xiaoming: 2017 –

## Lista över Hainans partisekreterare
1. Xu Shijie (许士杰): 1988 – 1990
2. Deng Hongxun (邓鸿勋): 1990 – 1993
3. Ruan Chongwu (阮崇武): 1993 – 1998
4. Du Qinglin (杜青林): 1998 – 2001
5. Bai Keming (白克明): 2001 – 2002
6. Wang Qishan (王歧山): 2002 – 2003
7. Wang Xiaofeng (汪啸风): 2003 – 2006
8. Wei Liucheng (卫留成): 2006 – 2011
9. Luo Baoming (罗保铭): 2011 - 2017
10. Liu Cigui: 2017 –

## Lista över ordförande i Hainans folkkongress
1. Xu Shijie (许士杰): 1988 – 1992
2. Deng Hongxun (邓鸿勋): 1992 – 1993
3. Du Qinglin (杜青林): 1993 – 2001
4. Bai Keming (白克明): 2001 – 2002
5. Wang Qishan (王岐山): januari 2003 – april 2003
6. Wang Xiaofeng (汪啸风): februari 2004 – december 2006
7. Wei Liucheng (卫留成): februari 2007 – 2011
8. Luo Baoming: augusti 2011 –